# Wind Chimes
A Wind Chimes Brian Wilson és Van Dyke Parks 1966-os dala, melyet a Beach Boys kiadatlan SMiLE albumára írtak. Hasonlóan a SMiLE-periódusban írt dalok többségéhez, a "Wind Chimes" esetében is legalább három különböző verziót kell tárgyalni:
- az 1966-67-ben rögzített, a SMiLE albumra szánt változatot
- a Beach Boys által a következő évek során lemezre vett, némileg vagy teljesen átírt és újrarögzített variánst
- a 2004-ben Brian Wilson szólólemezeként kiadott SMiLE CD-n hallható verziót (általában ez tekinthető a dal "hivatalosan befejezett" változatának)

## SMiLE(1966)
A "Wind Chimes" a SMiLE-üléseken rögzített egyik legelső dal volt, Brian Wilson 1966 augusztusában, a "Good Vibrations" munkálataival egy időben vette fel, és készített belőle végleges mono mastert. Noha a Smiley Smile LP és a Good Vibrations: Thirty Years Of The Beach Boys box set borítói egyaránt Wilsont tüntetik fel egyedüli szerzőként, a 2004-es SMiLE CD-n a dal Wilson-Parks szerzeményként szerepel. A meglehetősen egyszerű dalszöveg mindenesetre azt a feltételezést erősíti, hogy a szöveget is Brian írta.
A "Wind Chimes" 1966-os változata három szakaszból épül fel: a szellős, marimbával, vibrafonnal és basszusgitárral kísért első szekció hét soros szövegét Carl Wilson énekli, majd 1:10-nél hirtelen váltással egy húsz másodperces "hangos" szekció következik, fúvósokkal, dobokkal, és a Beach Boys komplex vokálharmóniáival. Az egyperces harmadik szakaszban egyszerű, zongorán játszott dallam ismétlődik ciklikusan, majd belép egy második, egy harmadik és egy negyedik szólam is, melyek ugyanannak a dallamnak a variációit játsszák, ezzel a kakofóniába fulladó zongoracsilingeléssel ér véget a dal.
Domenic Priore Look! Listen! Vibrate! Smile című könyve szerint a "Wind Chimes"-t Brian a sokat vitatott "Elements" szvit "levegő"-tételének szánta. Az "Elements" a négy természeti elemet megzenésítő, négy részből álló darab lett volna a SMiLE második oldalán, a földet a "Vega-Tables", a tüzet a "Mrs. O'Leary's Cow", a vizet pedig a (2004-es SMiLE albumra "In Blue Hawaii" címmel újrarögzített) "Water Chant / I Love to Say Da Da" mutatta volna be. Hogy Wilson 1966-ban komolyan tervezte-e az "Elements" szvit megvalósítását, vagy csak futó ötlet volt, az mindenesetre erősen kétséges.

## Smiley Smile (1967)
A Smiley Smile albumra 1967 nyarán felvett változatot szintén három szakaszból állították össze, a hangszerelés azonban a lemez többi dalához hasonlóan lecsupaszított és primitív: a bizarr és baljós hangeffekteket és az együttes "elszállt", helyenként hamis vokáljait csak az album egészén domináns orgona kíséri. Az elúszásban hallható "Whispering winds" szekciót egyes állítások szerint még a SMiLE-üléseken rögzítették.
A "Wind Chimes" Smiley Smile-on hallható verziója a "Darlin'" kislemez B-oldalán jelent meg 1967 októberében, és természetesen nem került fel a listákra.

## SMiLE (2004)
Brian Wilson 2004-es újrarözített SMiLE albumán az "On a Holiday" végére illesztett "Whispering winds" vokálszakasz vezet át a "Wind Chimes"-ba, amely az 1966-os felvétel hangszerelését követi, azzal az eltéréssel, hogy a "hangos szekció" háromszor is megismétlődik, és elúszás helyett egy kitartott zongoraakkord zárja a dalt, amely aztán szünet nélkül átúszik a legendás "Mrs. O'Leary's Cow" ("Fire") című tételbe.